# The Sims 4: Spotkajmy się
The Sims 4: Spotkajmy się (ang. The Sims 4: Get Together) – drugi dodatek do gry komputerowej The Sims 4 wyprodukowany przez Maxis w Stanach Zjednoczonych i wydany przez Electronic Arts na Windows 8 grudnia 2015 w Ameryce Północnej, 10 grudnia 2015 w Europie. Został wydany także 11 września 2018 na Xbox One i PlayStation 4. Tematyką dodatku jest życie towarzyskie. Dodatek zawiera elementy znane z The Sims: Randka, The Sims 2: Nocne życie, The Sims 2: Czas Wolny i The Sims 3: Po zmroku.
Dodatek otrzymał w większości średnie lub mieszane opinie krytyków.

## Rozgrywka
Dodatek skupia się na życiu społecznym simów. Dodaje do gry nowe miasto Windenburg, które inspirowane jest Europą i jej architekturą. Znajdziemy w nim stare kamienice, kawiarnie, puby, kluby, nawiedzone pałace, ruiny oraz jezioro z morskim potworem, na wzór Loch Ness. Rozszerzenie wprowadza szereg nowych aktywności jak gra w piłkarzyki, rozpalanie ognisk, branie udział w imprezach tanecznych. Jednym z głównych aspektów tytułu są kluby. Gracz może dołączyć swoją postacią do jednego z już istniejących jak np. klub ogrodników, czytelników lub miłośników imprez. Można także stworzyć własny klub według swoich preferencji. Dodatek wprowadza także nowe meble, dekoracje, fryzury, stroje, pokrycia podłóg i ścian oraz inne elementy budowy oraz ogrodów.

## Historia
Dodatek zapowiedziano podczas konferencji prasowej Electronic Arts na targach gamescom 5 sierpnia 2015. Udostępniony został także pierwszy zwiastun. Jego premierą początkowo miał być listopad 2015, lecz w celu dopracowania, niektórych aspektów oraz wzbogacenia dodatku o dodatkową zawartość datę tę przesunięto na 8 grudnia w Stanach Zjednoczonych, oraz do maksymalnie 13 grudnia w innych regionach. Dodatek został stworzony przez Maxis i wydany przez Electronic Arts 8 grudnia 2015 w Stanach Zjednoczonych oraz 10 grudnia 2015 w Europie. Wraz z premierą udostępniony został kolejny zwiastun.

## Odbiór
Według serwisu agregującego recenzje gier – Metacritic rozszerzenie otrzymało w większości średnie i mieszane opinie. Krytykom przypadła do gustu tematyka dodatku, wprowadzone funkcje oraz nowe miasto. Juan Antonio Pascual Estapé z Hobby Consolas napisał: „Windenburg jest wspaniale zaprojektowany, a kluby są w pełni spersonalizowane, z milionami kombinacji.” Dodatek został skrytykowany za fakt wnoszenia do gry małej ilości, w większości rozrywkowej, treści. Premierowa cena została przez wielu krytyków uznana za zbyt dużą, jak na zawartość rozszerzenia. John Whitehouse z ZGTD, który wystawił jedną z niższych ocen 4/10 napisał: „(...)jeśli szukasz czegoś, co doda trochę głębokiej treści, to oszczędź swoje pieniądze.”